# العلاقات الدنماركية الغيانية
العلاقات الدنماركية الغيانية هي العلاقات الثنائية التي تجمع بين الدنمارك وغيانا.

## مقارنة بين البلدين
هذه مقارنة عامة ومرجعية للدولتين:
| وجه المقارنة                                              | الدنمارك                                                     | غيانا        |
| --------------------------------------------------------- | ------------------------------------------------------------ | ------------ |
| المساحة (كم2)                                             | 42.92 ألف                                                    | 214.97 ألف   |
| عدد السكان (نسمة)                                         | 5.79 مليون                                                   | 777.86 ألف   |
| الكثافة السكانية (ن./كم²)                                 | 134.9                                                        | 3.62         |
| العاصمة                                                   | كوبنهاغن                                                     | جورج تاون    |
| اللغة الرسمية                                             | اللغة الدنماركية                                             | لغة إنجليزية |
| العملة                                                    | كرونة دنماركية                                               | دولار غياني  |
| الناتج المحلي الإجمالي (بليون دولار)                      | 324.87 مليار                                                 | 3.68 مليار   |
| الناتج المحلي الإجمالي (تعادل القوة الشرائية) بليون دولار | 278.61 مليار                                                 | 5.77 مليار   |
| الناتج المحلي الإجمالي الاسمي للفرد دولار أمريكي          | 51.99 ألف                                                    | 4.13 ألف     |
| الناتج المحلي الإجمالي للفرد دولار أمريكي                 | 45.54 ألف                                                    |              |
| مؤشر التنمية البشرية                                      | 0.900                                                        |              |
| رمز المكالمات الدولي                                      | +45                                                          | +592         |
| رمز الإنترنت                                              | .dk                                                          | .gy          |
| المنطقة الزمنية                                           | توقيت وسط أوروبا، ت ع م+02:00، ت ع م+01:00، أوروبا/كوبنهاجن ‏ | 00           |

## منظمات دولية مشتركة
يشترك البلدان في عضوية مجموعة من المنظمات الدولية، منها:
| علم المنظمة | اسم المنظمة                               | تاريخ انضمام الدنمارك | تاريخ انضمام غيانا |
| ----------- | ----------------------------------------- | --------------------- | ------------------ |
|             | مؤسسة التنمية الدولية                     | 30 نوفمبر 1960        | 4 يناير 1967       |
|             | يونسكو                                    | 4 نوفمبر 1946         | 21 مارس 1967       |
|             | وكالة ضمان الاستثمار متعدد الأطراف        | 12 أبريل 1988         | 18 يناير 1989      |
|             | الأمم المتحدة                             | 24 أكتوبر 1945        | 20 سبتمبر 1966     |
|             | الاتحاد البريدي العالمي                   | ?                     | ?                  |
|             | البنك الدولي للإنشاء والتعمير             | 30 نوفمبر 1960        | 26 سبتمبر 1966     |
|             | الاتحاد الدولي للاتصالات                  | 1866                  | 8 مارس 1967        |
|             | منظمة حظر الأسلحة الكيميائية              | ?                     | ?                  |
|             | مؤسسة التمويل الدولية                     | 20 يوليو 1956         | 4 يناير 1967       |
|             | المركز الدولي لتسوية المنازعات الاستشارية | 24 مايو 1968          | 10 أغسطس 1969      |
|             | منظمة التجارة العالمية                    | 1995                  | ?                  |
|             | منظمة الشرطة الجنائية الدولية             | ?                     | ?                  |

## أعلام
هذه قائمة لبعض الشخصيات التي تربطها علاقات بالبلدين:
- مارتين برايثوايت (لاعب كرة قدم دنماركي، 5 يونيو 1991[19] – )

## وصلات خارجية
- موقع وزارة الخارجية الدنماركية
- موقع وزارة الخارجية الغيانية